# 305

## Události
- 1. květen – Diocletianus, římský císař se vzdal vlády

## Hlavy států
- Papež – úřad neobsazen
- Římská říše – Maximianus (286–305, 307–308, 310) + Constantius Chlorus (spoluvladař 293–305) + Diocletianus (284–305) + Galerius (spoluvladař 293–305) » Galerius (305–311)
- Perská říše – Hormizd II. (302–309)
- Kušánská říše – Mahi (300–305) » Šaka (305–335)